# Montchenu
Montchenu település Franciaországban, Drôme megyében. Lakosainak száma 600 fő (2022. január 1.). Montchenu Bathernay, Charmes-sur-l’Herbasse, Crépol, Saint-Christophe-et-le-Laris és Tersanne községekkel határos.

## Népesség
A település népességének változása:
| Lakosok száma | 455  | 381  | 389  | 544  | 586  | 582  | 579  | 581  | 591  | 600  |
|               | 1968 | 1982 | 1990 | 2006 | 2013 | 2015 | 2017 | 2019 | 2020 | 2022 |